# كيروين بيل
كيروين بيل (بالإنجليزية: Kerwin Bell)‏ هو لاعب كرة القدم الكندية أمريكي، ولد في 15 يونيو 1965 في لايف أوك في الولايات المتحدة.

## وصلات خارجية
- كيروين بيل على موقع مرجع كرة القدم المحترفة.كوم (الإنجليزية)